# Linnaemya glaucescens
Linnaemya glaucescens là một loài ruồi trong họ Tachinidae.